# Anfitrión (Molière)
Anfitrión (Amphitryon) es una comedia en francés de Molière, compuesta del prólogo y tres actos que se basa en la historia del personaje homónimo de la mitología griega según es citado por Plauto en su obra de 190-185 a. C. 
Este episodio es el que narra el nacimiento de Heracles, denominado Hércules por los romanos, hijo de Zeus (el Júpiter romano) y la mujer mortal Alcmena. Su padrastro y esposo de Alcmena, Anfitrión, fue suplantado en la noche de su concepción por Zeus.
La obra fue estrenada en el Théâtre du Palais-Royal en París el 13 de enero de 1668. 
Un amago de escándalo rodeó la representación, por la afirmación de quienes vieron que Molière criticaba los asuntos amorosos de Luis XIV de Francia, bajo la apariencia de Júpiter. Tres días más tarde se volvería a representar en el Jardín de las Tullerías en la presencia del propio monarca.
Anfitrión tuvo un éxito inmediato entre la aristocracia francesa y la obra se representó un total de 29 veces antes de Semana Santa de 1668. La popularidad de la obra fue tal que dos de los nombres de los personajes se convirtieron en parte de la lengua francesa cotidiana. Sosie significa parecido, porque el personaje de Sosie (interpretado por el propio Molière en la primera producción de la comedia) es idéntico al dios Mercurio. 